# Plișkî, Oleksandrivka
Plișkî (în ucraineană Плішки) este un sat în așezarea urbană Ielîzavethradka din raionul Oleksandrivka, regiunea Kirovohrad, Ucraina.

## Demografie
Componența lingvistică a localității Plișkî
     Ucraineană (88,41%)
     Rusă (5,8%)
     Română (5,8%)
Conform recensământului din 2001, majoritatea populației localității Plișkî era vorbitoare de ucraineană (88,41%), existând în minoritate și vorbitori de rusă (5,8%) și română (5,8%).